# Jan XVII.
Jan XVII., vlastním jménem Sicco (?, Rapagnano – 6. listopadu/7. prosince 1003, Řím) byl papežem od 13. června 1003 až do své smrti o necelých pět/šest měsíců později.

## Život
Jan XVII. pocházel z Říma a na papežský stolec nastoupil 13. června 1003 po Silvestru II. (999–1003). Než se stal knězem, byl ženatý a měl tři syny, kteří se později také stali biskupy.
Jan XVII. byl na post papeže nominován římským šlechticem Janem Crescentiem, který ve městě držel moc v opozici k císaři Otovi III. (983–1002). Po smrti Jana XVII. jej na papežském stolci vystřídal Jan XVIII. (1004–1009), který byl také vybrán Crescentiem.
Za předchozího legitimního papeže jménem Jan je všeobecně považován Jan XV. (985–996). Jan XVI. (997–998) byl podle obecného názoru vzdoropapež a jeho číslovka XVI. tedy mohla být použita znovu. To se však nestalo a pořadí nikdy nebylo opraveno.